# Uniao Flamengo Santos FC
El União Flamengo Santos Football Club es un equipo de fútbol de Botsuana que disputó partidos en la Liga botswanesa de fútbol, la liga de fútbol más importante del país. Su última aparición en la Liga botswanesa fue en la temporada 2013-14, donde no logró clasificar y descendió junto a otros dos clubes, el Miscellaneous SC Serowe y TAFIC.
El club también ha participado en otros torneos nacionales organizados por la Asociación de Fútbol de Botsuana, como la  Copa Desafío de Botsuana.

## Historia
Fue fundado en el año 2003, en la capital Gaborone y su nombre se debe al de 2 equipos de Brasil, el Flamengo CF y al Santos FC, aunque su uniforme sea basado en el de la Selección de fútbol de Argentina. Tres años después de su fundación lograron el ascenso a la Liga botswanesa, de la cual nunca ha salido campeón, aunque sí ha sido campeón de copa en el año 2009 y 1 año antes fue finalista.
A nivel internacional ha participado en 1 torneo continental, en la Copa Confederación de la CAF del año 2010, donde fue eliminado en la Ronda Preliminar por el Costa do Sol de Mozambique.

## Palmarés

### Torneos nacionales
- Copa Desafío de Botsuana (1): 2009.[6]
- Subcampeón de la Copa Desafió de Botsuana (1): 2008.

## Participación en competiciones de la CAF
| Temporada | Torneo                       | Ronda      | Club            | Casa | Visita | Global |
| --------- | ---------------------------- | ---------- | --------------- | ---- | ------ | ------ |
| 2010      | Copa Confederación de la CAF | Preliminar | CD Costa do Sol | 1-3  | 0-2    | 1-5    |